# 25-й истребительный авиационный полк
25-й истребительный авиационный Краснознамённый полк (25-й иап) — воинская часть Военно-воздушных сил (ВВС) Вооружённых Сил РККА, принимавшая участие в боевых действиях Великой Отечественной войны.

## Наименования полка
За весь период своего существования полк несколько раз менял своё наименование:
- 38-й истребительный авиационный полк;
- 25-й истребительный авиационный полк;
- 25-й истребительный авиационный Краснознамённый полк;
- 25-й истребительный авиационный Краснознамённый полк ПВО;
- 25-й истребительный авиационный Краснознамённый полк;
- Полевая почта 45104.

| И-15 бис | ЛаГГ-3 | И-16 |

## Создание полка
Полк сформирован 15 апреля 1938 года как 38-й истребительный авиационный полк в Ленинградском военном округе на аэродроме г. Пушкин на основе 46-й отдельной истребительной эскадрильи. Полк вошёл в состав 59-й лёгкой авиационной бригады ВВС ЛВО. На вооружение получил самолёты И-15бис.

## Переименование полка
В начале июня 1938 года полк переименован в 25-й истребительный авиационный полк.

## Расформирование
25-й истребительный авиационный Краснознамённый полк 08 декабря 1960 года расформирован вместе с 236-й иад

## В действующей армии
В составе действующей армии:
- с 23 ноября 1941 года 27 сентября 1942 года,
- с 7 января 1943 года по 30 марта 1943 года.

## Командиры полка
- майор, полковник  Торопчин Николай Степанович 00.11.1938 — 00.09.1940
- майор, подполковник Бушев Василий Васильевич[4], 25.10.1940 — 22.02.1945
- майор Кантеев Константин Бекаевич[4], 24.02.1945 — 31.12.1945

## В составе соединений и объединений
| Период        | Фронт (округ)                 | армия                | корпус                                    | дивизия                                       | примечание |
| ------------- | ----------------------------- | -------------------- | ----------------------------------------- | --------------------------------------------- | --- |
| 15.04.1938 г. | Ленинградский военный округ   | ВВС округа           |                                           | 59-я лёгкая авиационная бригада               | Пушкин, И-15бис |
| 01.06.1938 г. | Ленинградский военный округ   | ВВС округа           |                                           | 59-я лёгкая авиационная бригада               | Пушкин, И-15бис, переименован в 25-й иап                                                                              |
| 07.09.1939 г. | Киевский особый военный округ | ВВС округа           |                                           | 59-я истребительная авиационная бригада       | В составе 4-х эскадрилий перелетел на аэродром Скоморохи Житомирской области                                          |
| 17.09.1939 г. | Украинский фронт              | ВВС фронта           |                                           | 59-я истребительная авиационная бригада       | принимал участие в освобождении Западной Украины на И-15бис, И-16                                                     |
| 28.09.1939 г. | Ленинградский военный округ   | ВВС округа           |                                           | 59-я истребительная авиационная бригада       | Пушкин, И-15бис, И-16                                                                                                 |
| 30.11.1939 г. | Северо-Западный фронт         | 7-я армия            | ВВС 7-й армии                             | 59-я истребительная авиационная бригада       | Советско-финляндская война, И-16                                                                                      |
| 13.03.1940 г. | Ленинградский военный округ   | ВВС округа           |                                           | 59-я истребительная авиационная бригада       | Пушкин, И-16 |
| 20.04.1940 г. | Закавказский военный округ    | ВВС округа           |                                           | 60-я истребительная авиационная бригада       | Насосная, И-16 |
| 31.07.1940 г. | Закавказский военный округ    | ВВС округа           |                                           | 27-я истребительная авиационная дивизия       | Насосная, И-16 |
| 01.06.1941 г. | Закавказский военный округ    | ВВС округа           |                                           | 27-я истребительная авиационная дивизия       | Насосная, МиГ-3 |
| 22.06.1941 г. | Закавказский фронт            | ВВС фронта           |                                           | 27-я истребительная авиационная дивизия       | Насосная, МиГ-3 |
| 14.07.1941 г. | Закавказский фронт            | ВВС фронта           | 8-й истребительный авиационный корпус ПВО |                                               | Насосная, МиГ-3 |
| 01.08.1941 г. | Закавказский фронт            | ВВС фронта           | 8-й истребительный авиационный корпус ПВО |                                               | Насосная, МиГ-3, переформирован по штату 015/134                                                                      |
| 10.10.1941 г. | Закавказский фронт            | 46-я армия           | ВВС 46-й армии                            | 25-я истребительная авиационная дивизия       | аэродром Абаша и Мерия, Грузинская ССР, МиГ-3                                                                         |
| 23.11.1941 г. | Крымский фронт                | 44-я армия           | ВВС 44-й армии                            | 25-я истребительная авиационная дивизия       | МиГ-3 |
| 25.01.1942 г. | Крымский фронт                | 44-я армия           | ВВС 44-й армии                            | 135-я истребительная авиационная дивизия      | МиГ-3 |
| 18.03.1942 г. | Крымский фронт                | 51-я армия           | ВВС 51-й армии                            | 72-я истребительная авиационная дивизия       | МиГ-3 |
| 20.04.1942 г. | Крымский фронт                | 47-я армия           | ВВС 47-й армии                            |                                               | МиГ-3 |
| 25.05.1942 г. | Крымский фронт                | 47-я армия           | ВВС 47-й армии                            |                                               | принял МиГ-3 от 50-го иап, убывающего на доукомплектование                                                            |
| 25.05.1942 г. | Северо-Кавказский фронт       | ВВС фронта           | 15-я ударная авиационная группа           |                                               | МиГ-3 |
| 12.06.1942 г. | Северо-Кавказский фронт       | 5-я воздушная армия  |                                           | 237-я истребительная авиационная дивизия      | МиГ-3 |
| 01.09.1942 г. | Закавказский фронт            | 5-я воздушная армия  | Черноморская группа войск                 | 237-я истребительная авиационная дивизия      | МиГ-3 |
| 27.09.1942 г. | Закавказский фронт            | ВВС фронта           |                                           | 25-й запасной истребительный авиационный полк | Аджикабул, доукомплектование, ЛаГГ-3                                                                                  |
| 07.01.1943 г. | Закавказский фронт            | ВВС фронта           |                                           |                                               | отдельный иап, осуществляя задачи ПВО Еревана и патрулирование границы с Турцией, ЛаГГ-3                              |
| 30.03.1943 г. | Закавказский фронт            | ВВС фронта           |                                           |                                               | исключён из действующей армии, ЛаГГ-3                                                                                 |
| 03.04.1943 г. | Закавказский фронт            | ВВС фронта           |                                           |                                               | В полк прибыла третья эскадрилья на самолётах ЛаГГ-3, завершив тем самым переход на штат 015/284                      |
| 15.04.1943 г. | Закавказский фронт            | ВВС фронта           |                                           |                                               | получено 30 ЛаГГ-3, которые полностью освоены лётчиками к ноябрю 1943 г. Все МиГ-3 исключены из боевого состава полка |
| 29.12.1943 г. | Закавказский фронт            | ВВС фронта           |                                           |                                               | переформирован по штату 015/364 и начал освоение Р-39 «Аэрокобра»                                                     |
| 01.06.1945 г. | Закавказский военный округ    | ВВС округа           |                                           |                                               | Р-39 «Аэрокобра» |
| 01.09.1945 г. | Закавказский военный округ    | 11-я воздушная армия |                                           |                                               | Р-39 «Аэрокобра» |
| 31.12.1945 г. | Закавказский военный округ    | 11-я воздушная армия |                                           | 236-я истребительная авиационная дивизия      | Р-39 «Аэрокобра» |
| 20.02.1949 г. | Закавказский военный округ    | 34-я воздушная армия |                                           | 236-я истребительная авиационная дивизия      | Р-39 «Аэрокобра» |
| 08.12.1960 г. | Закавказский военный округ    | 34-я воздушная армия |                                           | 236-я истребительная авиационная дивизия      | МиГ-17 |

## Участие в операциях и битвах
Освобождение Западной Украины (1939)
Советско-финляндская война (1939—1940)
Великая Отечественная война (1941—1944):
- ПВО Закавказского фронта
- ПВО объектов г. Баку и нефтеносного района
- Керченско-Феодосийская десантная операция — с 25 декабря 1941 года по 18 марта
- Боевые действия на Керченском полуострове — с 25 января 1942 года по 12 июня 1942 года
- Армавиро-Майкопская операция — с 6 августа 1942 года по 17 августа 1942 года.
- Новороссийская операция — с 19 августа 1942 года по 18 сентября 1942 года.
- Туапсинская операция — с 25 сентября 1942 года по 27 сентября 1942 года

## Первая победа полка в воздушном бою
Первая известная воздушная победа полка в Отечественной войне одержана 29 декабря 1941 года: парой МиГ-3 (ведущий младший лейтенант Китаев Н. Т.) в воздушном бою в районе Феодосии сбит немецкий бомбардировщик Ju-88.

## Награды
| Награда                | Дата               | За что награждена |
| ---------------------- | ------------------ | --- |
| Орден Красного Знамени | 20 марта 1940 года | за образцовое выполнение боевых заданий командования на фронте борьбы с финской белогвардейщиной и проявленные при этом доблесть и мужество. |

## Отличившиеся воины
- Антонов, Яков Иванович, помощник командира эскадрильи, удостоен звания Героя Советского Союза со вручением ордена Ленина и медали «Золотая Звезда» Указом Президиума Верховного Совета СССР от 21 марта 1940 года.
- Кобликов, Анатолий Николаевич, военный комиссар полка, удостоен звания Героя Советского Союза со вручением ордена Ленина и медали «Золотая Звезда» Указом Президиума Верховного Совета СССР от 21 марта 1940 года.
- Соколов, Григорий Максимович, командир звена, удостоен звания Героя Советского Союза со вручением ордена Ленина и медали «Золотая Звезда» Указом Президиума Верховного Совета СССР от 21 марта 1940 года.
- Торопчин, Николай Степанович, командир полка, удостоен звания Героя Советского Союза со вручением ордена Ленина и медали «Золотая Звезда» Указом Президиума Верховного Совета СССР от 21 марта 1940 года.
- Китаев Николай Трофимович, лётчик полка, удостоен звания Героя Советского Союза со вручением ордена Ленина и медали «Золотая Звезда» Указом Президиума Верховного Совета СССР от 1 мая 1943 года будучи командиром эскадрильи 40-го гвардейского истребительного авиационного полка 217-й истребительной авиадивизии 4-й воздушной армии Северо-Кавказского фронта.
- Козаченко, Пётр Константинович, лётчик полка, удостоен звания Героя Советского Союза со вручением ордена Ленина и медали «Золотая Звезда» Указом Президиума Верховного Совета СССР от 1 мая 1943 года будучи командиром 249-го истребительного авиационного полка 217-й истребительной авиадивизии 4-й воздушной армии Северо-Кавказского фронта.
- Скрябин, Виктор Иванович, лётчик полка, удостоен звания Героя Советского Союза со вручением ордена Ленина и медали «Золотая Звезда» Указом Президиума Верховного Совета СССР от 1 мая 1943 года будучи заместителем командира эскадрильи 40-го гвардейского истребительного авиационного полка 217-й истребительной авиадивизии 4-й воздушной армии Северо-Кавказского фронта.

## Статистика боевых действий

### За период Советско-финляндской войны
За период Советско-финляндской войны полком:
| Выполнено боевых вылетов | Проведено воздушных боев | Сбито самолётов в воздухе |
| ------------------------ | ------------------------ | ------------------------- |
| 3860                     | 25                       | 45                        |

Свои потери:
| Потеряно самолётов, всего | Погибло лётчиков всего |
| ------------------------- | ---------------------- |
| 1                         | 1                      |

## за годы Великой Отечественной войны
Всего за годы Великой Отечественной войны полком:
| Выполнено боевых вылетов | Сбито самолётов в воздухе | Уничтожено самолётов всего |
| ------------------------ | ------------------------- | -------------------------- |
| 2503                     | 51                        | 51                         |

Свои потери:
| Потеряно самолётов боевые/небоевые | Погибло лётчиков всего |
| ---------------------------------- | ---------------------- |
| 18/4                               | 17                     |

| Истребитель Як-3 | Р-39 Аэрокобра |

## Самолёты на вооружении
| Период      | Самолёты       |
| ----------- | -------------- |
| 1938 — 1941 | И-15бис        |
| 1938 — 1941 | И-16           |
| 1941 — 1943 | МиГ-3          |
| 1943 — 1943 | ЛаГГ-3         |
| 1943 — 1946 | P-39 Airacobra |
| 1946 — 1951 | Як-3           |
| 1951 — 1954 | МиГ-15         |
| 1954 — 1960 | МиГ-17         |

## Базирование
| Период                  | Аэродром                               |
| ----------------------- | -------------------------------------- |
| 1938 — 04.1940          | Пушкин Ленинградская область           |
| 04.1940 — 10.10.1941    | Насосная (Баку) Азербайджанская ССР    |
| 10.10.1941 — 23.11.1941 | аэродром Абаша и Мерия, Грузинская ССР |
| 1943 — 12.1960          | Эребуни (Ереван), Армянская ССР        |

| МиГ-17 | МиГ-15 | МиГ-17 |